# Барбара Строци
Барбара Строци (на италиански: Barbara Strozzi) е барокова композиторка и певица от Италия. Наричана е „la virtuosissima cantatrice“ („най-виртуозната певица“).
Тя е сред първите известни композиторки. Има важен принос за развитието на кантатата.
Родена е и израснала в семейство на интелектуалци. Прочува се с осемте сборника с песни, които е написала, повечето от които са издадени приживе, а също така и с певческия си талант.